# Okolo (Beka)
Pour l’article homonyme, voir Okolo (homonymie).
Okolo est un village du Cameroun situé dans la région du Nord, le département du Faro, l’arrondissement de Beka. 

## Population
Lors du recensement de 2005, le village comptait 133 habitants.